# La vita di Vernon e Irene Castle
La vita di Vernon e Irene Castle (The Story of Vernon and Irene Castle) è un film del 1939 diretto da H.C. Potter.
Interpretato da Fred Astaire e da Ginger Rogers, il film ripercorre la storia di due celebri danzatori dei primi anni del Novecento, l'inglese Vernon e l'americana Irene Castle, dal loro primo incontro fino alla morte di Vernon, ucciso durante la prima guerra mondiale. Irene Castle era consulente del film e fece gli abiti per Ginger Rogers, che la interpretava sullo schermo. Durante le riprese, Irene Castle ebbe numerosi motivi per contestare il modo di raccontare le vicende della sua vita: uno per tutti, il suo fedele Walter, uno dei personaggi più importanti della storia, era nero ma l'attore che lo interpreta è il bianco Walter Brennan. Ma la bruna Irene ebbe dei problemi anche con la bionda Ginger Rogers, che si rifiutò di tingersi i capelli e di tagliarseli.
È l'unico film biografico interpretato dalla coppia Astaire-Rogers e anche l'unico con un finale tragico.

## Trama
Vernon, attore di vaudeville, conosce per caso Irene Foote, quando si trova al mare a New Rochelle: i due fanno amicizia anche per l'amore che ambedue provano nei confronti degli animali (trovano insieme un cagnetto abbandonato in spiaggia) e della danza. Irene, che vorrebbe lavorare nello spettacolo, reputa che le scenette insulse che hanno come protagonista Vernon a teatro siano decisamente mediocri per uno con le sue doti di ballerino e riesce a convincerlo a mettere in piedi un numero di danza con lei. Finisce che i due si sposano e partono insieme per Parigi, dove Vernon ha rimediato una scrittura. Ma gli impresari dello spettacolo in cui dovrebbe lavorare Vernon si trovano in grosse difficoltà finanziarie e spostano sine die la data dello show.
Irene e Vernon devono vedersela con i problemi che insorgono per sopravvivere in una città straniera quando si è senza un soldo. Vernon, prima di un provino cui dovrebbero esibirsi alla ricerca di una scrittura, spende i suoi ultimi soldi per comperare a Irene una cuffietta che alla fine porterà loro fortuna. I Castle vengono presi sotto la protezione di Maggie Sutton, un'agente teatrale che li fa ballare al prestigioso Café de Paris dove hanno un grande successo.
Accuditi anche da Walter, il fedele amico di famiglia di Irene, che li ha accompagnati in Francia, i due diventano ben presto una coppia alla moda: come ballerini fanno furore, inventando e lanciando nuovi balli e il loro stile inimitabile condiziona la moda di quegli anni. Irene disegna molti dei suoi abiti da sola, si taglia i capelli lanciando la moda dei capelli corti, compare sulle copertine delle riviste glamour e con Vernon firma accessori di abbigliamento, dalle scarpe ai cappelli, cosmetici e perfino sigari. Negli USA, i Castle comprano una bellissima casa dove vivono in grande stile con i loro animali. Arbitri del gusto sulle due rive dell'Atlantico, star dello show biz, sembrano baciati da un destino invidiabile.
Ma scoppia la guerra e Vernon, che è inglese, sente il dovere di arruolarsi. Pilota di aviazione, si distingue per le sue azioni, meritandosi anche una Croce di guerra nel 1917. Viene promosso capitano e mandato in Canada per addestrare nuovi piloti. Per il suo rientro negli USA, Irene si prepara ad accoglierlo organizzando una serata indimenticabile. Ma Vernon non riuscirà mai a rivedere la sua compagna: durante un volo di addestramento, per evitare la collisione con un altro aereo, fa cabrare il velivolo che però entra in stallo, andando ad abbattersi a terra.

### Numeri musicali
Irene, quando conosce Vernon, lo invita a casa dove vive con tutta la sua famiglia e, saputo che Vernon lavora nel mondo dello spettacolo, si esibisce davanti a lui in un numero che riprende la celebre The Yama Yama Man, canzone portata al successo da Bessie McCoy nel 1908.

## Produzione
Prodotto dalla RKO Radio Pictures.

## Distribuzione
Prodotto dalla RKO Radio Pictures, il film uscì in sala negli statunitensi il 29 marzo 1939 (in Italia il 15 febbraio 1947).

### Date di uscita
IMDb
- USA	29 marzo 1939
- Francia	17 maggio 1939
- Paesi Bassi	23 maggio 1939	 (Utrecht)
- Australia	10 agosto 1939
- Belgio	26 ottobre 1939
- Ungheria	8 novembre 1939
- Danimarca	29 novembre 1939
- Giappone	8 febbraio 1940
- Finlandia	12 maggio 1940
- Hong Kong	5 giugno 1941
- Italia	15 febbraio 1947

Alias
- The Story of Vernon and Irene Castle	USA (titolo originale)
- La Grande farandole	Belgio (titolo Francese) / Francia
- De geschiedenis van Vernon en Irene Castle	Paesi Bassi (titolo alternativo)
- La història de Vernon i Irene Castle	Spagna (titolo in Catalano)
- La historia de Irene Castel	Spagna
- La vita di Vernon e Irene Castle	Italia
- Na skrzydlach slawy	Polonia
- O Bailado da Saudade	Portogallo
- Stjerneskud    Danimarca
- Tánc a föld körül	Ungheria
- Tanssien tähtiin	Finlandia (titolo TV)
- Tanssin kuningaspari	Finlandia
- To vals tou horismou	 Grecia
- Vernon en Irene Castle	Paesi Bassi